# 조지 시슬러 주니어
조지 해럴드 시슬러 주니어(George Harold Sisler Jr., 1917년 8월 1일~2006년 12월 31일)는 미국의 프로 야구 선수이자 운영진이다. 두 차례 4할의 타율을 기록하고 미국 야구 명예의 전당에 헌액된 1루수 출신인 조지 시슬러의 아들이자, 메이저 리그 베이스볼(MLB)에서 선수로 뛴 딕 시슬러와 데이브 시슬러의 형이다. 시슬러 주니어는 오랫동안 마이너 리그 베이스볼, 특히 트리플 A 수준의 인터내셔널 리그(IL)에서 운영진으로 일했으며, 그가 사망했을 당시 리그가 124년간 존속해오는 동안 시슬러 주니어는 무려 52년간 리그에 몸담고 있었다는 기사가 나기도 했다. 또한 1940년대 후반과 1950년대 초반에 메이저 리그에서 세인트루이스 카디널스의 부회장이자 사실상의 단장이었던 윌리엄 월싱엄 주니어의 수석 보좌관을 맡기도 했다.
시슬러 주니어는 콜게이트 대학교에서 세 스포츠에 두각을 나타냈으며, 마이너 리그에서 잠깐 선수 생활을 했다. Baseball-Reference.com에서는 그가 1939년부터 1941년까지 당시 세인트루이스를 연고지로 두고 있던 두 메이저 리그 팀인 세인트루이스 브라운스와 카디널스 산하의 가장 낮은 수준의 마이너 리그 팀에서 뛰었다고 기록하고 있다. 제2차 세계 대전 이후 구단 운영에 관심을 기울이기 시작했다. 1953년과 1954년에 트리플 A 수준의 마이너 리그인 아메리칸 어소시에이션에 소속된 콜럼버스 레드버즈의 단장을 맡았으며, 다음해인 1955년에는 인터내셔널 리그에 소속된 카디널스 산하의 가장 높은 수준의 마이너 리그 구단인 로체스터 레드윙스에서 근무했다. 1965년까지 모두 11시즌 로체스터에서 근무했는데, 카디널스가 로체스터를 지역 사회에 팔았을 때나 1961년에 제휴 관계를 마무리하고 볼티모어 오리올스 산하로 이동했을 때에 진로 변화를 모색하기도 했다.
1966년에 인터내셔널 리그 회장으로 선출되었으며, 1976년까지 11년 동안 그 직을 맡았다. 이후 웨스트버지니아주 찰스턴에서 오하이오주의 주도인 콜럼버스로 연고지를 옮긴 콜럼버스 클리퍼스로 돌아가 새로운 도전을 시작했다. 1977년부터 1989년까지 13년 동안 클리퍼스의 단장직을 역임했으며, 그 기간 동안 팀은 네 차례(1979년, 1980년, 1981년, 1987년) 인터내셔널 리그 우승을 차지했으며 다섯 차례(1979년, 1980년, 1981년, 1983년, 1984년) 서부 지구 우승을 차지했다. 이후 1999년 82세의 나이로 공식적으로 은퇴하기 전까지 인터내셔널 리그 사무국에서 일하며 자문하는 역할을 맡았다.
모두 네 차례 올해의 인터내셔널 리그 운영진으로 뽑혔으며, 1989년에는 마이너 리그 베이스볼이 수여하는 상인 킹 오브 베이스볼에 선정되는 영광을 안았다.
알츠하이머병으로 89세의 나이에 오하이오주 워딩턴에서 숨을 거두었다. 그가 사망한 다음해에 1963년 이후로 새로운 헌액자가 없었다가 새로이 부활한 인터내셔널 리그 명예의 전당의 두 명의 헌액자 중 한 명으로 이름을 올렸다.